# Хан, Эмануэль
Эмануэль Отто Хан (нем. Emanuel Otto Hahn; 30 мая 1881, Ройтлинген, Вюртемберг, Германская империя — 14 февраля 1957, Торонто) — канадский скульптор. Автор ряда военных мемориалов и памятников деятелям канадской истории, а также изображений на канадских монетах. Сооснователь и первый президент Общества скульпторов Канады, член Королевской канадской академии искусств с 1931 года (член-корреспондент с 1927 года), лауреат Уиллингдоновской премии (1930).

## Биография

### Молодость и учёба
Эмануэль Хан родился в 1881 году в Ройтлингене (королевство Вюртемберг, в то время в составе Германской империи). Мальчик был не единственным художественно одарённым ребёнком в семье — один из его братьев, Густав, стал художником, а другой, Пауль, виолончелистом.
Когда Эмануэлю было семь лет, его семья эмигрировала в Канаду. Там Эмануэль начал посещать классы лепки и дизайна в Торонтской технической школе. С 1899 по 1903 год он также проходил обучение в Онтарийском колледже искусств и индустриального дизайна. В 1901 году Хан устроился на работу в McIntosh Marble and Granite Company и оформлял для этой компании, в частности, бронзовые рельефы для открывшегося в 1902 году памятника Роберту Бернсу. К 1903 году он работал также в Canada Foundry Company. В ноябре 1903 года вместе с семьёй он отправился в Европу, где прожил три года. В этот период он посещал занятия по изобразительному искусству и дизайну в местных Школе искусств и дизайна и Высшей технической школе. Некоторое время Хан также работал подмастерьем в мастерской скульптора при Академии искусств.

### Начало творческой карьеры

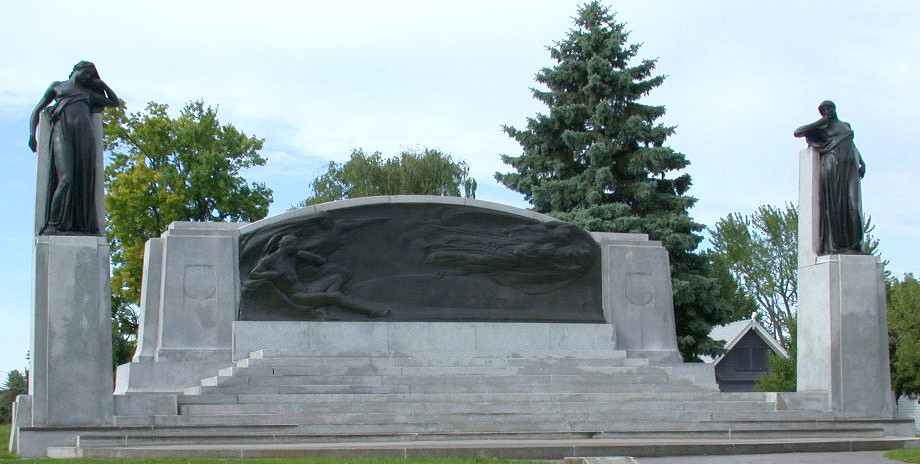
Мемориал, посвящённый изобретению телефона А. Г. Беллом, Брантфорд, Онтарио

В 1904 году Хан впервые принял участие в художественной выставке: копии его бронзовых рельефов для памятника Бернсу демонстрировались в рамках выставки Общества изобразительного и прикладного искусства в Торонто. В 1907 году в Обществе художников Онтарио, а затем в 1908 году в Королевской канадской академии искусств прошли его первые персональные выставки. В эти годы его произведения создавались в духе символизма. После возвращения в Торонто Хан работал по контракту с Thomson Monument Company как дизайнер памятников. С 1908 по 1912 год он также работал помощником в студии скульптора Уолтера Оллуорда, вместе с которым создавал Южноафриканский монумент в Торонто, Мемориал Александра Грэма Белла в Брантфорде и памятник Болдуину и Лафонтену в Оттаве. Кроме того, Хан на полставки преподавал в Торонтской технической школе.
В 1912 году Хан получил назначение на должность преподавателя лепки в Онтарийском колледже искусств, а в дальнейшем возглавил в этом вузе отделение скульптуры и занимал этот пост до самого выхода на пенсию в 1951 году. Его первым значительным монументом стала скульптура «Индейский скаут», выполненная в бронзе в 1913 году и приобретённая в 1917 году Национальной галереей Канады. После начала мировой войны его репутация как ведущего дизайнера Thomson Monument Company принесла Хану многочисленные заказы на новые памятники (позже, однако, его имя редко указывалось в подобных заказах, чтобы его немецкое происхождение не стало причиной конфликтов). Отношение самого скульптора к войне было резко отрицательным, и это внутреннее противоречие даже привело к изменениям в его творческом стиле, который теперь больше тяготел к импрессионизму. Отвращение Хана в полной мере нашло выражение в его скульптуре «Война-расхитительница» (англ. War the Despoiler).

### В числе ведущих скульпторов Канады

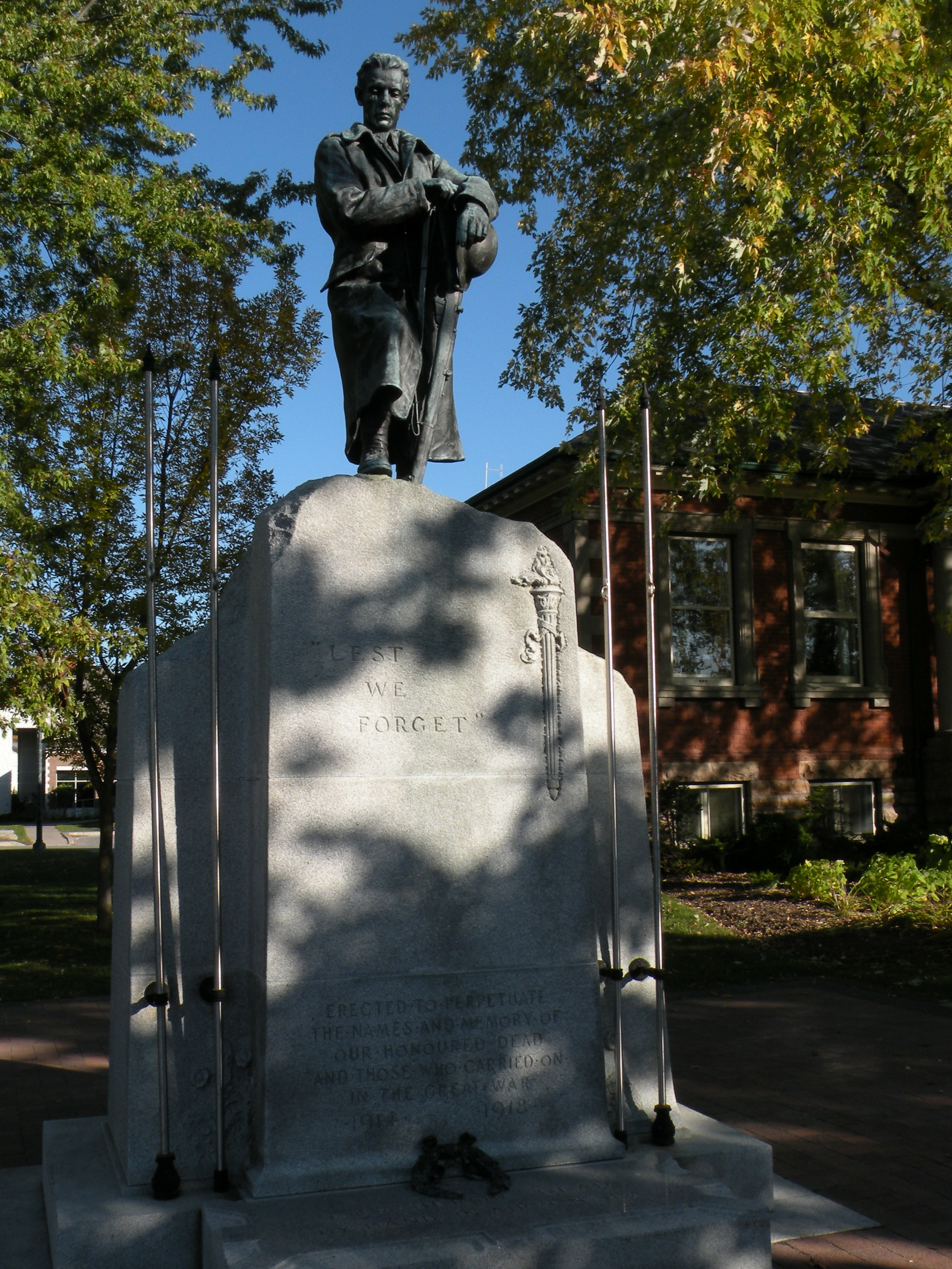
«Томми в шинели», Линдси, Онтарио

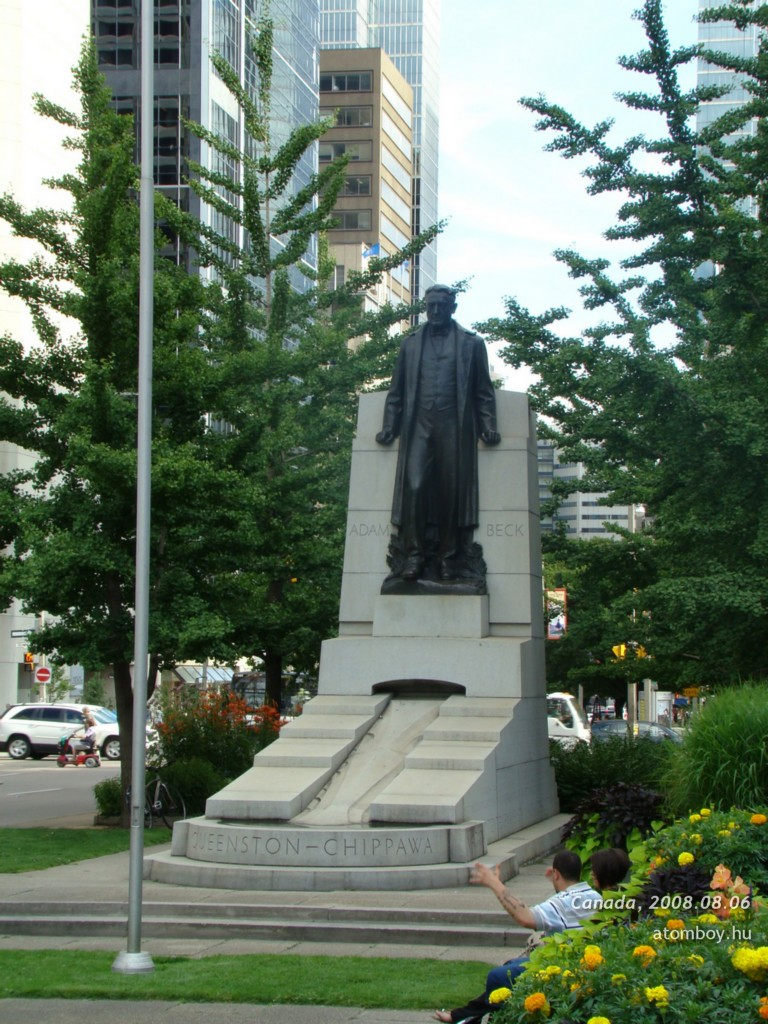
Памятник Адаму Беку, Торонто

В годы после мировой войны за Ханом закрепилась репутация одного из ведущих скульпторов Канады. Он, в частности, выиграл в 1925 году конкурс на создание Виннипегского кенотафа, однако его победа была аннулирована из-за его немецких корней (при расторжении контракта скульптору было позволено сохранить денежный приз за победу в конкурсе). Другие памятники, создававшиеся Ханом в эти годы, включали статую «Томми в шинели» в Линдси (Онтарио) и военные мемориалы в Уэствилле (Новая Шотландия) и Саммерсайде (Остров Принца Эдуарда). В 1926 году он получил контракт на сооружение памятника знаменитому канадскому гребцу Эдварду Ханлану в Торонто, а через три года выиграл конкурс на создание памятника пионеру электрификации Онтарио сэру Адаму Беку; этот памятник, который Канадская энциклопедия называет наиболее важным монументальным проектом Хана, был открыт в 1934 году на Юниверсити-авеню в Торонто.
В 1927 году Хан был избран членом-корреспондентом Королевской канадской академии искусств, а в 1931 году стал её действительным членом. В 1928 году он стал одним из основателей Общества скульпторов Канады (вместе со своей женой с 1926 года Элизабет Уин Вуд, Фрэнсис Лоринг и Флоренс Уайл) и был избран его первым президентом. На выставках Общества во множестве экспонировались камерные скульптурные работы Хана, наиболее удачными из которых Канадская энциклопедия называет мраморный бюст Элизабет Вуд (1926) и «Полёт» (англ. Flight, 1928). Эта скульптура появилась на первой выставке Общества в 1928 году и выделялась своим модернистским стилем на фоне более классических работ коллег Хана. Ещё одна портретная работа Хана — «Голова Вильялмура Стефанссона» (1929) — принесла автору в 1930 году Уиллингдоновскую премию.
В 1930-е годы Хан выступил как дизайнер рельефов на ряде канадских монет. Он является автором изображения на серебряном долларе 1935 года, известном как «доллар с вояжёром», а также головы карибу на монете в 25 центов и шхуны Bluenose на монете в 10 центов (оба дизайна впервые появились на монетах в 1937 году и используются до сих пор).
Эмануэль Хан умер в 1957 году в Торонто.